# Otto Waldis
Otto Waldis (* 20. Mai 1901 in Wien; gebürtig Otto Gluecksmann-Blumm; † 25. März 1974 in Los Angeles) war ein österreichischer Schauspieler.

## Leben
Waldis begann seine Theaterlaufbahn 1920 in Gablonz. Weitere Bühnenstationen waren unter anderem Böhmisch Krumau, Elberfeld, Beuthen und das Frankfurter Schauspielhaus. In Berlin spielte er bis 1933 am Theater am Schiffbauerdamm und am Berliner Theater. Nach der Machtergreifung der Nationalsozialisten emigrierte er nach Osteuropa und trat an deutschsprachigen Bühnen in der Tschechoslowakei und in Polen auf, zuletzt in Bielitz. 1940 flüchtete er in die USA und arbeitete dort zunächst als Fotograf, einen Beruf, den er auch mit Beginn seiner Filmkarriere noch in unregelmäßigen Abständen ausüben sollte.
Ab 1947 übernahm er zahlreiche, meist kleinere Rollen in amerikanischen Filmen. Häufig spielte er dabei Rollen mit deutschem Hintergrund, unter anderem in Brief einer Unbekannten und Urteil von Nürnberg. Waldis, der erste Filmerfahrungen bereits in den 1930er Jahren gesammelt hatte, war 1964 auch in zwei deutschen Produktionen zu sehen. Vier Jahre nach seinem letzten Film verstarb er 1974 mit 72 Jahren in Los Angeles.

## Filmografie
- 1931: M
- 1931: Die Koffer des Herrn O.F.
- 1947: Der Verbannte (The Exile)
- 1948: Brief einer Unbekannten (Letter from an Unknown Woman)
- 1948: Berlin-Express (Berlin Express)
- 1949: The Lovable Cheat
- 1949: Die Marx Brothers im Theater (Love Happy)
- 1949: Tödliche Grenze (Border Incident)
- 1949: Die schwarzen Teufel von Bagdad (Bagdad)
- 1949: Auf Leben und Tod (The Fighting O'Flynn)
- 1950: Stadt im Dunkel (Dark City)
- 1951: Insel der zornigen Götter (Bird of Paradise)
- 1952: Der Fall Cicero (5 Fingers)
- 1952: Das schwarze Schloß (The Black Castle)
- 1953: Ein Lied, ein Kuß, ein Mädel (The Stars Are Singing)
- 1953: Morgen wirst du gekillt, Johnny (Rebel City)
- 1954: Prinz Eisenherz (Prince Valiant)
- 1954: Die Lachbombe (Knock on Wood)
- 1955: Der Agentenschreck (Artists and Models)
- 1955: Abrechnung in Fort Valeau (Desert Sands)
- 1956: Der Mann von Del Rio (Man from Del Rio)
- 1956: Corky und der Zirkus (Circus Boy; Fernsehserie, 1 Folge)
- 1958–1961: 77 Sunset Strip (TV-Serie, drei Folgen)
- 1958: Attack of the 50 Foot Woman
- 1959: Der blaue Engel (The Blue Angel)
- 1959: Gefahr in Havanna (Pier 5, Havana)
- 1961: Urteil von Nürnberg (Judgment at Nuremberg)
- 1964: Das Phantom von Soho
- 1964: Freddy und das Lied der Prärie
- 1967: Ein Käfig voller Helden (The Swing Shift) (Fernsehserie, 1 Folge)
- 1970: Hopp, Hopp (Move)